# Tyrus (Wrestler)
George Murdoch (* 21. Februar 1973 in Los Angeles) ist ein US-amerikanischer Wrestler, Kabelnachrichten-Persönlichkeit und Schauspieler, der unter seinem Ring-/Künstlernamen Tyrus bekannt ist. Als Wrestler ist er bei der National Wrestling Alliance (NWA) unter Vertrag, wo er der amtierende NWA Worlds Heavyweight Champion ist. Als Persönlichkeit für Kabelnachrichten tritt er bei Fox News und seinem Schwester-Streaming-Dienst Fox Nation auf, hauptsächlich als Co-Moderator/Diskussionsteilnehmer in der Late-Night-Talkshow Gutfeld! sowie als Mitwirkender/Ergänzungsmoderator bei anderen Programmen.
Nach dem Training in WWE-Entwicklungsgebieten wie Deep South Wrestling (DSW) und Florida Championship Wrestling (FCW) debütierte Murdoch unter dem Ringnamen Brodus Clay in der vierten Staffel von NXT, einer WWE-Fernsehsendung, in der Rookies mit etablierten WWE-Wrestlern zusammenkamen als Mentoren. Er debütierte auf der Hauptliste als Leibwächter von Alberto Del Rio. Im Jahr 2012 änderte WWE sein Gimmick zu The Funkusaurus, einem Funk-Tänzer, der von seinen Backup-Tänzern, den Funkydactyls, begleitet wird.
Tyrus veröffentlichte 2022 seine Autobiographie Just Tyrus: A Memoir, die zu einem Bestseller der New York Times wurde.

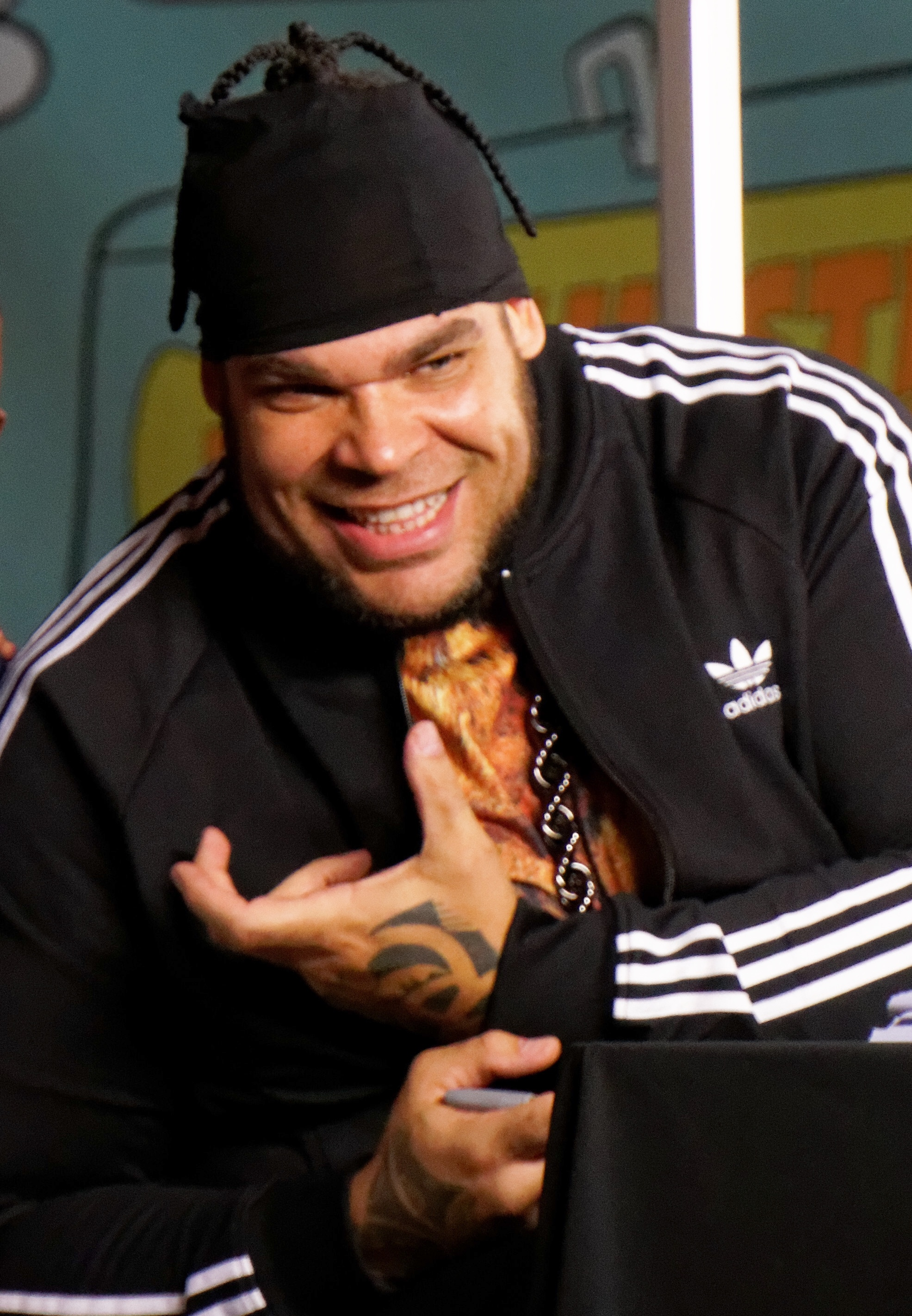
Tyrus (2014)

## Wrestling-Karriere

### WWE

#### Entwicklungsligen (2006–2008)
Nach der Unterzeichnung eines Vertrags mit World Wrestling Entertainment (WWE) wurde Murdoch Deep South Wrestling (DSW), einem WWE-Entwicklungsgebiet, zugeteilt. Er debütierte im September 2006 und begann, den Ringnamen G-Rilla zu verwenden, zusammen mit dem Gimmick eines Straßenschlägers.  Im Juni 2007 gab Murdoch sein Debüt bei der Eröffnungsshow von FCW am 26. Juni, wobei er ebenfalls den Namen G-Rilla verwendete und Shawn Osborne besiegte. Drei Monate später, am 15. September, gewann G-Rilla einen Battle Royal, um der Nummer eins Herausforderer für die FCW Southern Heavyweight Championship zu werden, indem er zuletzt Teddy Hart eliminierte. Er forderte Harry Smith am 25. September um die Meisterschaft heraus, verlor jedoch durch Disqualifikation, was bedeutete, dass Smith die Meisterschaft behielt. Am 4. Februar 2008 wurde Murdoch aus seinem Vertrag mit WWE entlassen.

#### NXT und Allianz mit Del Rio (2010–2011)
Nach einer zweijährigen Pause unterschrieb Murdoch im Januar 2010 erneut einen Vertrag bei WWE und wurde FCW zugewiesen. Im März bildete Murdoch, wieder unter dem Namen G-Rilla, eine Allianz mit The Uso Brothers, Tamina und Donny Marlow. Im Mai 2010 änderte er seinen Ringnamen in Brodus Clay, eine Anspielung auf Snoop Doggs richtigem Namen (Calvin Cordozar Broadus). Am 16. Juni forderten Clay und Marlow Los Aviadores (Hunico und Epico) für die FCW Florida Tag Team Championship heraus, waren jedoch erfolglos. Im selben Monat begannen Clay und Marlow, sich selbst als Colossal Connection zu bezeichnen. Die Colossal Connection forderten Los Aviadores und Derrick Bateman und Johnny Curtis in den folgenden Monaten erneut erfolglos um die FCW Florida Tag Team Championship heraus. Während des Finales der dritten Staffel von NXT wurde Clay zum Teil der vierten Staffel ernannt, mit Ted DiBiase und Maryse als seinen Profis. Er gab sein In-Ring-Debüt bei NXT in der Folge vom 14. Dezember 2010 und tat sich mit DiBiase zusammen, um Byron Saxton und seinen Mentor Chris Masters zu besiegen. Clay gewann ein Four-Way-Elimination-Match in der NXT-Folge vom 25. Januar und erhielt das Recht, einen neuen Profi auszuwählen. Er wählte Alberto Del Rio als seinen neuen Pro aus und attackierte dann DiBiase. In der folgenden Woche besiegte Clay DiBiase in einem Einzelmatch; Del Rio übergab „vorübergehend“ die Pro-Verantwortlichkeiten von Clay an seinen Manager Ricardo Rodriguez, kehrte aber für den Rest der Saison nie zurück. Im Saisonfinale am 1. März beendete Clay den Wettbewerb auf dem zweiten Platz und verlor gegen Curtis.
Nach seinem Einsatz bei NXT debütierte Clay in der Folge von Raw vom 7. März als Del Rios neuer Leibwächter. Als Del Rio gegen Edge und Christian fehdete, trat Clay in Einzelkämpfen gegen sie an und tat sich auch mit Del Rio zusammen, um Edge und Christian gegenüberzutreten. Durch den Roster-Split wurden Clay und Del Rio wieder getrennt.

#### The Funkasaurus (2012–2014)
WWE veröffentlichte Teaser, die seine Rückkehr zum Fernsehen in der Folge von Raw vom 7. November 2011 bewarben. Clays Fernsehrückkehr wurde jedoch von der Autoritätsperson John Laurinaitis ständig auf „nächste Woche“ verschoben, wobei sich dieser Trend bis in den Januar 2012 hinein fortsetzte. Clay kehrte am 9. Januar 2012 in der Folge von Raw als Face mit einem lebenslustigen Funk-Tanz-Gimmick mit dem Spitznamen „The Funkasaurus“ ins Fernsehen zurück. Clay, der jetzt von The Funkadactyls (Naomi und Cameron) begleitet und als von „Planet Funk“ stammend angekündigt wurde, integrierte des Öfteren Tanzbewegungen in seine Auftritte.
Clay bildete 2013 mit Tensai ein Tag-Team und sie besiegten etablierte Teams wie Primo & Epico, Heath Slater und Jinder Mahal von 3 MB und Team Rhodes Scholars (Cody Rhodes und Damien Sandow). In der SmackDown-Folge vom 22. März wurden Tensai und Clay von Team Rhodes Scholars nach einer Einmischung von The Bella Twins besiegt. Tensai und Clay gaben ihren offiziellen Tag-Team-Namen „Tons of Funk“ in der Folge des Main Events vom 27. März bekannt, in der sie The Funkadactyls begleiteten, die eine Niederlage gegen The Bella Twins einsteckten. Die beiden Teams wurden ursprünglich gebucht, um am 7. April bei WrestleMania 29 in einem achtköpfigen Mixed-Tag-Team-Match gegeneinander anzutreten, aber ihr Match wurde aus Zeitgründen abgebrochen. Das Match fand stattdessen in der folgenden Nacht auf Raw statt, wo Tons of Funk und The Funkadactyls siegreich hervorgingen.

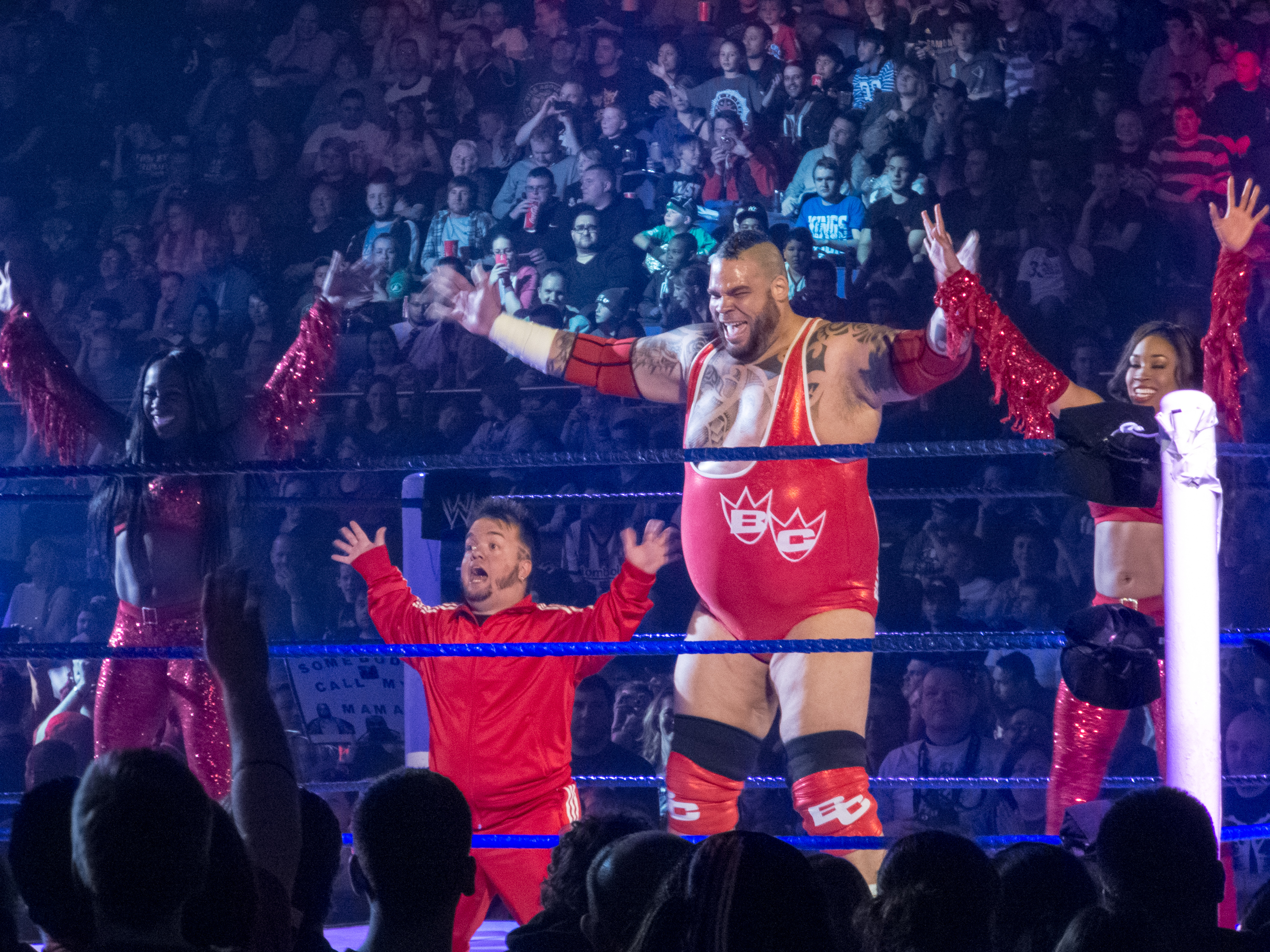
Brodus Clay, Hornswoggle und die Funkadactyls

Im November 2013 begann Clay eine Storyline, in der er wütend und eifersüchtig auf den Debütanten Xavier Woods wurde, der Clays Musik und The Funkadactyls für seinen Auftritt „ausgeliehen“ hatte. Clay begann daher, schurkischere Tendenzen zu zeigen, wie zum Beispiel, Woods wiederholt anzugreifen, nachdem er Woods in einem Match besiegt hatte. Bei TLC: Tables, Ladders & Chairs traf Clay auf Woods Partner R-Truth und griff Truth ständig an, anstatt auf Sieg zu setzen, also gingen Tensai und die Funkadactyls aus Protest und Clay verlor das Match.
Am nächsten Tag auf Raw vollendete Clay seinen Heel Turn, indem er Tensai alleine ließ, um ihr Tag-Match zu verlieren. Nach dem Match griff er Tensai an. Am 12. Juni 2014 wurde Clay von WWE entlassen.

### TNA / Impact Wrestling (2014–2018)
Am 16. September 2014 debütierte Murdoch für Total Nonstop Action Wrestling (TNA) unter dem Ringnamen Tyrus und verbündete sich mit Ethan Carter III (EC3). Kurz nachdem EC3 ihn vorgestellt hatte, hatte er sein erstes Wrestling-Match in der Folge von Impact Wrestling vom 15. Oktober gegen Shark Boy, welches er gewann. Zusammen nahmen sie am Herausforderer-Turnier Nr. 1 für die TNA World Tag Team Championship teil und besiegten Eric Young und Rockstar Spud im Viertelfinale. Im Halbfinale gegen The Hardy Boyz in der Folge von Impact Wrestling vom 29. Oktober zu verloren sie.
Bei einer Aufzeichnung von Impact Wrestling am 28. Juni 2016 kehrte Tyrus als „Fixer“ zurück. Am 18. August 2017 gab die Promotion bekannt, dass Tyrus seine Entlassung aus seinem Vertrag gewährt wurde. Murdoch erklärte, dass er sich mit der Rückkehr von Jeff Jarrett zu Impact nicht wohl fühle.
Bei den Aufzeichnungen von Impact im Januar 2018 kehrte er zurück, um seinen ehemaligen Chef Ethan Carter III zu besiegen, nachdem er sich gegen ihn gewandt hatte. Seine Rückkehr war jedoch nur von kurzer Dauer, als Tyrus Impact am 18. April 2018 erneut verließ und seine Freilassung und sein Ausscheiden aus dem Unternehmen bestätigte. Murdoch behauptete, dass schlechte Buchungsentscheidungen, die seinen Charakter betrafen, seinem Ruf schaden würden, also verließ er die Promotion wieder.

### Independent-Szene (2018)
Tyrus gab am 8. Dezember 2018 sein Debüt für Tommy Dreamer's House of Hardcore im House of Hardcore 52 und tat sich mit Robert Strauss zusammen, um erfolglos gegen David Arquette und RJ City anzutreten.

### National Wrestling Alliance (2021–heute)
Am 11. März 2021 gab die National Wrestling Alliance in ihren sozialen Medien bekannt, dass Tyrus sein NWA-Debüt bei Back For The Attack geben wird. In der Folge von NWA Powerrr vom 6. August besiegte Tyrus The Pope und gewann die NWA World Television Championship.
Bei einer Veranstaltung am 12. November 2022 besiegte Tyrus Trevor Murdoch, um den NWA Worlds Heavyweight Titel zu gewinnen. Am 11. Februar 2023 machte Tyrus seine erste erfolgreiche Titelverteidigung gegen Cardona und wurde danach von Gastkommentator Bully Ray konfrontiert.
Tyrus, der den Gürtel der NWA Worlds Heavyweight Championship trägt, wurde in einem Werbespot während des Super Bowl LVII für die Talkshow „Gutfeld!“ von Fox News Channel vorgestellt.

## Titel und Erfolge
- National Wrestling Alliance
  - NWA Worlds Heavyweight Championship (1×)
  - NWA World Television Championship (1×)
- Pennsylvania Premiere Wrestling
  - PPW Heavyweight Championship (1×)
- Pro Wrestling Illustrated
  - Nummer 74 von den top 500 Einzelwrestlern im PWI 500 2012 und 2013
- Total Nonstop Action Wrestling
  - Bound for Gold (2015)
- WWE
  - Slammy Award (x)
    - Best Dancer of the Year (2012)

## Bücher
- Just Tyrus: A Memoir (2022), Post Hill Press